# Khristo Bòtev
Khristo Bòtev Petkov (búlgar: Христо Ботьов Петков, conegut com a Khristo Bòtev, búlgar: Христо Ботев (6 de gener [C.J. 25 de desembre de 1847] de 1848 - 2 de juny [C.J. 20 de maig] de 1876) fou un heroi nacional búlgar, revolucionari, poeta i publicista.

## Biografia

### Primers anys

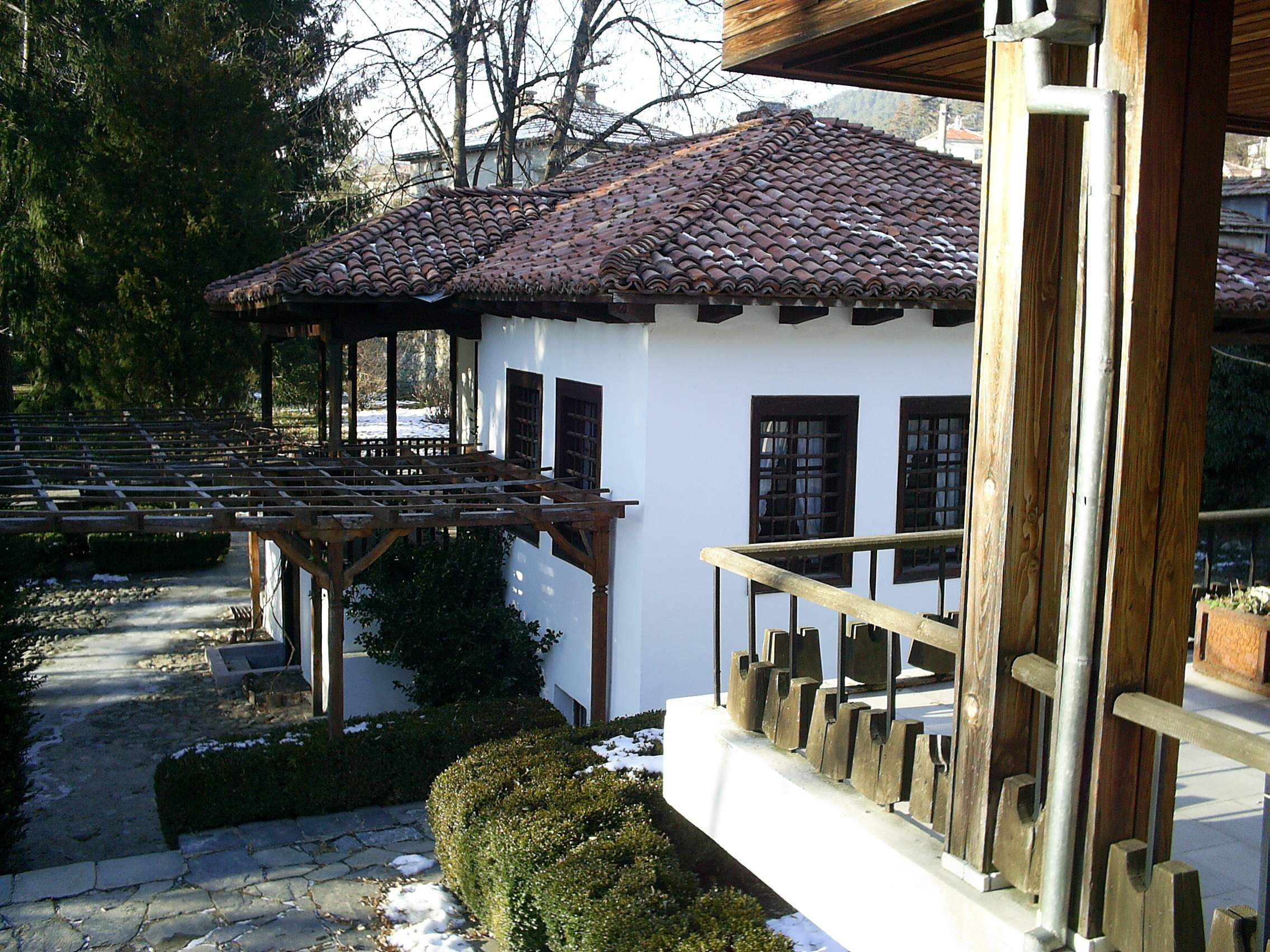
La casa de Bòtev a Kalòfer

Bòtev va néixer a Kalòfer (alguns historiadors han suggerit que va néixer a Kàrlovo i després de diversos dies va ser portat a Kalofer). El seu pare, Botio Petkov (1815-1869), era un mestre i una de les figures més significatives del període final del Renaixement Nacional de Bulgària cap al final de l'ocupació otomana. Va tenir una forta influència en el seu fill durant la joventut d'aquest últim.
El 1863, després de completar l'educació elemental a Kalòfer, Bòtev va ser enviat pel seu pare a un gymnasium d'Odessa. Allà vivien molts polonesos exiliats i fou seduít pel moviment revolucionari democràtic del Tsarat de Polònia. En aquest moment, va començar a escriure poesia. El setembre del 1865 fou expulsat de l'escola secundària, i va estudiar a la Universitat Imperial de Novorossisk a Odessa, i després, d'octubre a desembre del 1866, va ser mestre al poble de Zadunàivka a Bessaràbia. Botev pertanyia a una generació d'emigrants búlgars estretament relacionada amb la intel·liguèntsia russa (imatge simbòlica - Inssarov- a l'obra "En les vespres" de Turguénev). El poeta estava familiaritzat amb la novel·la de Turguénev i amb el llibre de Txernixevski "Què fer ?". Llegia articles de Belinski, Dobroliúbov, Herzen i Píssarev. Coneixia les obres de Marx i es considerava a si mateix un marxista, tot i que alguns investigadors atribueixen les seves opinions als anarquistes. Va traduir al búlgar el drama de Kostomàrov "Kremutsi Kord". Estava familiaritzat amb Netxàiev i pot haver-ne conegut i distribuït el "Catecisme d'un revolucionari".
Bòtev va tornar a Kalòfer a principis de 1867, i va reemplaçar-hi el seu pare malalt com a professor. Al maig, durant les festes de celebració dels Sants Ciril i Metodi (fou el seu pare el primer que va organitzar, al final de l'any escolar, les festivitats que avui corresponen a la festa nacional de Bulgària el 24 de maig), va fer un discurs improvisat en el qual criticava la moderació del moviment nacional, dirigit en aquest moment principalment a la creació d'una església independent. Com a resultat d'això, Bòtev va ser pressionat a abandonar la ciutat. Inicialment va decidir que tornaria a Rússia, però a causa de la falta de diners, va optar per Romania, que en aquell moment era un lloc d'asil per a molts exiliats búlgars.

### Exili

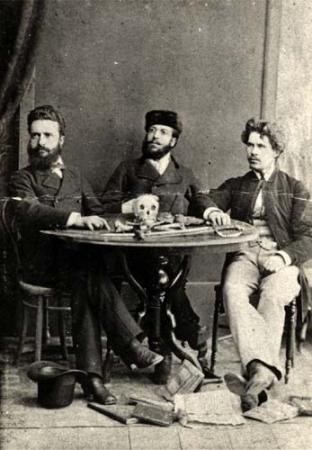
Khristo Bòtev amb Nikola Slavkov i Ivan Dràssov a Romania el 1875

Durant un temps va viure en un molí abandonat prop de Bucarest amb Vassil Levski, futur líder de la insurrecció búlgara, i els dos es van convertir en amics íntims. Posteriorment descriuria aquest període en les seves obres.
Al febrer de 1869, amb l'ajuda de l'empresari Khristo Gueorguíev, Bòtev va ser nomenat professor de llengua búlgara a Alexandria, però més tard va ser acomiadat després d'un conflicte amb els búlgars rics de la ciutat, als que acusava de falta de patriotisme. Va romandre a Alexandria fins a l'agost, quan va ser assignat com a professor a la ciutat d'Izmaïl a la part romanesa de Bessaràbia del Sud. En aquest moment a Kalòfer mor al seu pare, i deixa la seva gran família amb fons limitats.
Al juny de 1871 esdevingué redactor del periòdic emigrant revolucionari "Paraula dels emigrants búlgars" (búlgar: Дума на българските емигранти), on va començar a publicar les seves primeres obres poètiques. En presó durant alguns mesos, a causa de la seva estreta col·laboració amb els revolucionaris russos, Bòtev va començar a treballar per al diari "Llibertat" (búlgar: Свобода), editat per l'eminent escriptor i revolucionari búlgar i Liuben Karavèlov. El 1873 també va editar el diari satíric "Despertador" (búlgar: Будильник), on va publicar una sèrie de fulletons, dirigits a aquells rics búlgars que no participaven en el moviment revolucionari
El moviment revolucionari búlgar es va posar en perill amb la captura de Vassil Levski per part de les autoritats otomanes a finals de 1872. En aquell moment, Levski era el líder indiscutible de la insurgència búlgara. Va establir una xarxa de comitès revolucionaris, supervisats pel Comitè Central Revolucionari de Bulgària (CCRB, búlgar: Български революционен централен комитет, БРЦК), situat a Romania, que tenia la tasca de preparar els revolucionaris búlgars per al futur aixecament general contra el govern otomà. Levski va ser portat a judici, sentenciat a mort per penjament i executat el 19 de febrer de 1873. La seva mort va ser un greu cop per a la moral del moviment revolucionari.
Amb la mort de Levski, el CCRB es va dividir en dues faccions: Bòtev i els seus partidaris, entre ells Stèfan Stambolov i Panaiot Hitov, van donar suport a la idea que es preparés tot per a un aixecament immediat, mentre que els revolucionaris moderats, liderats per Liuben Karavèlov, pensava que era massa aviat per a aquestes accions. Bòtev pretenia iniciar un aixecament al més aviat possible, per aprofitar la situació internacional (la tensió creixent entre l'Imperi Otomà d'una banda, el Principat de Sèrbia i l'Imperi Rus, de l'altra), així com el fet que la xarxa revolucionària, establerta per Levski, encara estava relativament intacta i podia participar activament en els preparatius. La revolta a Bòsnia i Hercegovina de 1875 fou un altre factor que va inspirar a Bòtev i Stambolov que també havia d'iniciar-se una rebel·lió a Bulgària. Pensaven que com més gran fos l'agitació dels Balcans, més atenció atrauria entre les grans potències. A principis d'agost de 1875, Karavèlov va abandonar el càrrec de president de CCRB i Bòtev va ser elegit nou president. Encoratjat pel pensament que el poble búlgar estava sempre preparat per a una rebel·lió, va pensar que no es necessitaven preparatius acurats. Això va donar lloc al fracassat alçament d'Stara Zagora del setembre de 1875.

### Mort

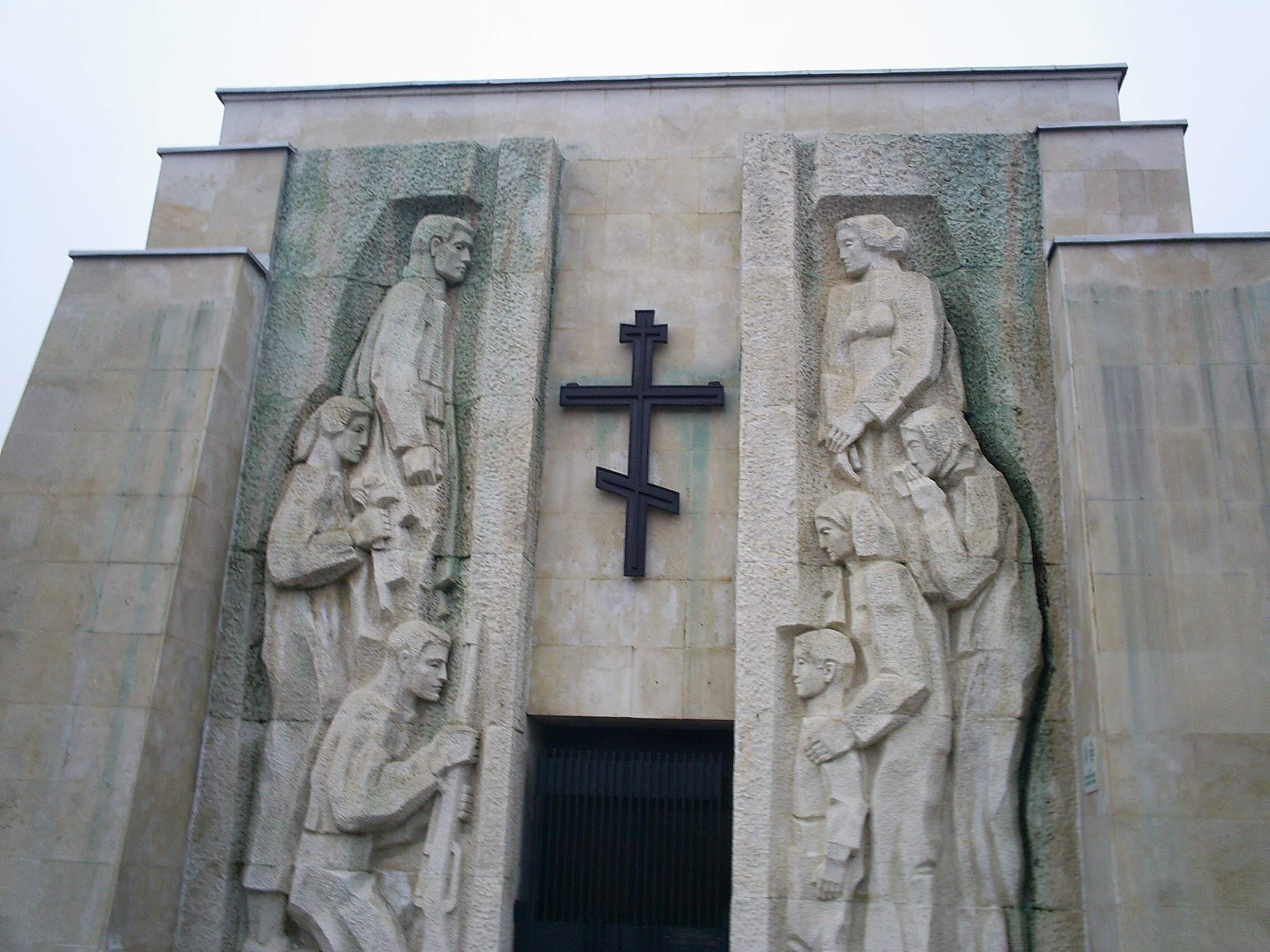
Monument ossari dels txèkniks (guerrillers) de Bòtev a Skravena

A principis de 1876, els emigrats revolucionaris búlgars a Romania estaven convençuts que un aixecament armat general dels búlgars contra l'ocupació otomana era imminent. L'abril del 1876, la comunitat emigrada de Bechet va decidir organitzar una companyia armada per travessar el Danubi i participar en l'aixecament esperat. Els organitzadors (coneguts dins del moviment com a "apòstols") de la insurgència planejada en el III Districte Revolucionari centrat a Vratsa, que havia creuat a Romania per intentar obtenir un suport addicional de la comunitat d'expatriats búlgara, es van reunir amb Bòtev i li va convèncer que la companyia de guerrilla planificada seria la més emprada en la seva àrea. Mentre reclutaven i armaven combatents, els va arribar la notícia que la insurgència havia començat prematurament.
Els reclutadors van intentar aconseguir un líder guerriller búlgar (conegut com a voivoda) com a comandant, però els dos a qui es van acostar ho van rebutjar per motius polítics. D'aquesta manera, el propi Bòtev, tot i que mancava d'experiència de combat, va prendre el comandament general de la companyia. L'experiència militar va ser proporcionada per Nikola Voinovski (1849-1876), graduat de l'Acadèmia Militar de l'Emperador Nicolau (Acadèmia Militar de l'Estat Major Nikolàiev), que havia ocupat el rang de tinent de l'exèrcit rus. A causa de les limitacions de temps i la necessitat de secretisme, la companyia no va rebre cap entrenament de combat formal com a unitat i va haver de dependre de les habilitats i experiències de lluita individuals dels seus membres. La notícia de l'aixecament va afegir una nova urgència als preparatius i el 16 de maig de 1876 (en el llavors utilitzat calendari julià), la companyia, amb 205 efectius, fou finalment equipada i preparada per desplegar-se.
Bòtev va idear un enginyós pla per creuar l'Imperi sense alertar immediatament les autoritats romaneses o otomanes. Els rebels disfressats de jardiners van pujar a grups en diversos ports romanesos al vapor de passatgers austrohongarès Radetzky. Quan l'últim grup va ser portat a bord a Bechet, els rebels van recuperar les seves armes ocultes i van prendre el control de la nau (aquest incident es va commemorar posteriorment en un popular poema i cançó). Bòtev es va enfrontar amb el capità Dagobert Engländer, va manifestar la seva intenció d'arribar al costat otomà del Danubi i va explicar la motivació política darrere de les seves accions. Engländer es va mostrar tan emocionat per l'apassionat discurs de Bòtev, que va donar-li un suport total i fins i tot es va negar a cooperar amb les autoritats otomanes que van demanar l'ús de la seva nau per perseguir la companyia rebel.

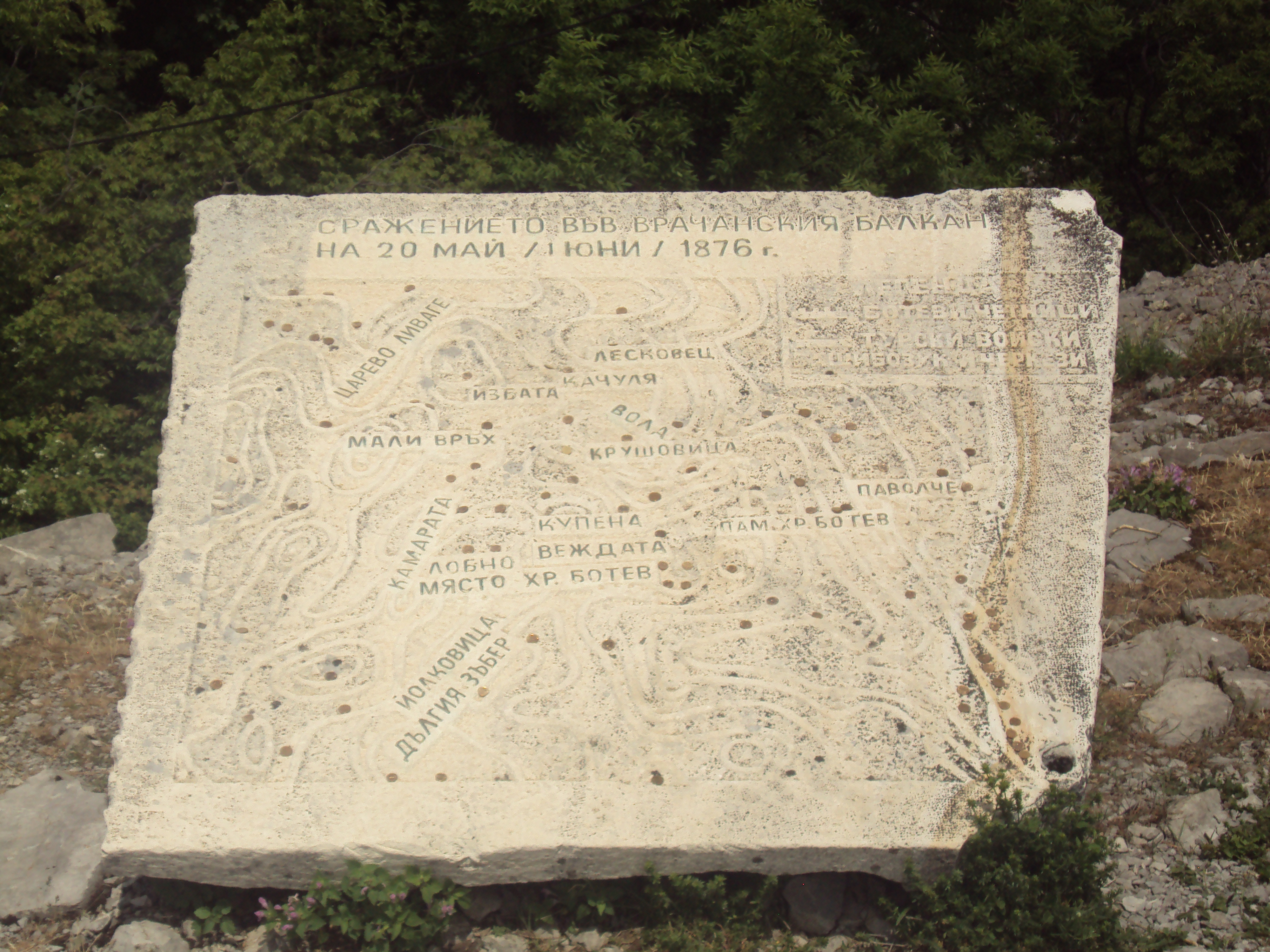
Mapa de la Batalla dels Balcans de Vratsa el 1876

Bòtev va desembarcar prop de Kozlodui i, juntament amb tots els membres de la companyia, va besar ritualment el sòl de la Pàtria. A mesura que els rebels marxaven cap a l'interior, s'adonaren progressivament que, malgrat els missatges entusiastes anteriors dels "apòstols" locals, el tercer districte revolucionari no havia ressuscitat. A més, a causa de la violenta repressió del procés d'aixecament en altres llocs del territori búlgar, tota la màquina militar otomana, incloent guarnicions regulars de l'exèrcit i baixi bozuqs irregulars, estava mobilitzada i patrullava la zona de manera intensa. Bòtev i els seus oficials decidiren avançar ràpidament a la relativa seguretat de les muntanyes Vratza mentre intentaven despertar la població búlgara en el seu camí. La població, intimidada per la aclaparadora presència militar otomana, refusà la incitació de qualsevol signe de rebel·lió.
La companyia, gairebé immediatament, es va convertir en el focus d'incessants atacs dels baixi bozuq. Voinovski va mostrar algunes excel·lents tàctiques defensives ajudades per l'elevada moral i la disciplina de la companyia. El 18 de maig, el gruix dels baixi bozuq va arribar a la companyia amb força, i Bòtev hagué d'anar a ocupar el turó Milak Kamak, a uns 50 km del Danubi. Sota l'hàbil comandament de Voinovski, els rebels van aconseguir mantenir a ratlla els irregulars otomans, superiors en nombre, sense patir gaire baixes, fins a l'arribada de dues companyies de tropes regulars. Els regulars, que duien dues peces lleugeres d'artilleria, i els seus superiors rifles, aconseguiren infligir fortes baixes entre els rebels des d'una distància segura, però els seus tres intents de continuar amb càrregues frontals van ser rebutjats per un disciplinat foc rebel. La companyia va perdre uns 30 efectius, entre morts i ferits. Segons el seu costum, els otomans van abandonar les hostilitats amb la nit i els rebels es van dividir en dos grups i van aconseguir esmunyir-se, a través de les línies enemigues, i continuaren la seva marxa forçada cap a les muntanyes.

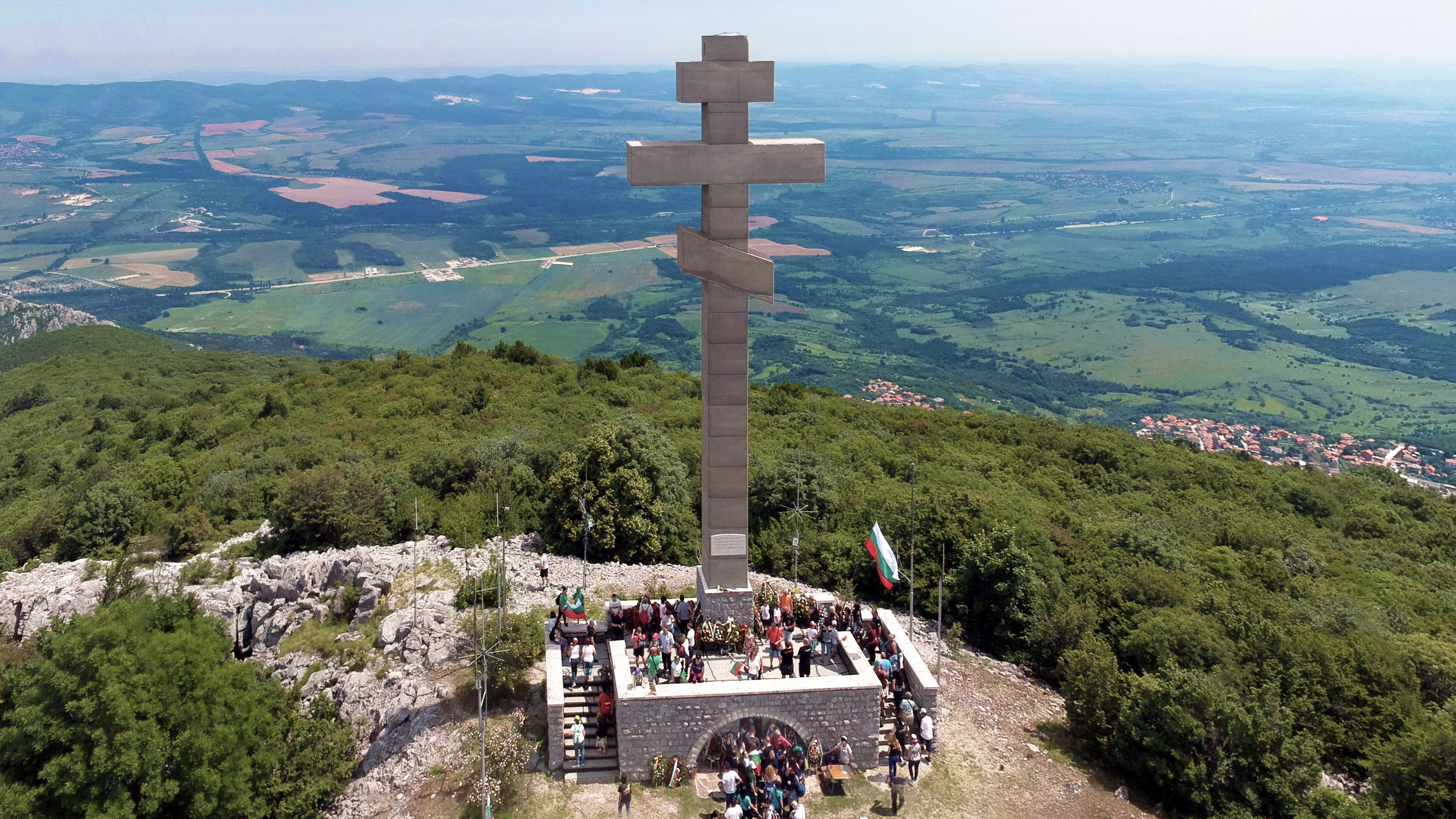
El monument al capdamunt del mont Okoltxitsa commemora Bòtev i tots aquells que van caure per la independència de Bulgària

L'endemà passava sense albirar l'enemic, però en aquest punt era obvi que no es podia esperar cap reforç local. Al matí del 20 de maig, els guaites van detectar baixi bozuqs i 5 companyies de tropes otomanes regulars. Els homes immediatament van prendre posicions fortificades a prop del mont Okoltxitsa. La defensa es va dividir en dos sectors, un comandat per Voinovski i l'altre per Bòtev. Aviat, dos batallons de regulars enemics liderats per Hassan Hairi Bei van atacar Voinovski, mentre que els baixi-bozuqs es van centrar en la posició de Bòtev. Els homes de Voinovski, amb foc concentrat, van causar fortes pèrdues en l'enemic avançat i van contrarestar els seus intents d'encerclament. Al seu torn, els homes de Bòtev van repel·lir diversos atacs de baixi-bazuqs i van tornar a atacar l'enemic amb un contraatac. Al vespre, els combats es van apaivagar a mesura que els otomans es retiraven novament de nit. Els rebels van perdre uns 10 morts i molts van resultar ferits en la lluita del dia. Va ser llavors, al vespre, el 20 de maig de 1876 (en el calendari julià, equivalent al 2 de juny de 1876 en el calendari gregorià d'avui), que una sola bala probablement disparada per un franctirador otomà va tocar a Bòtev al pit, i va acabar amb la seva vida de manera gairebé instantània. El lloc exacte de la mort i la qüestió de l'autor del tret de Bòtev han estat objecte de llargues disputes, però avui hi ha l'opinió que fou al peu del mont Kamarata, als Balcans. Després de la mort de Bòtev, el otomans li van tallar el cap i el van exposar a la plaça de Vratsa, que avui porta el seu nom.
Després de la mort del seu líder, la companyia va patir una greu caiguda de moral i començà a dispersar-se. Molt pocs van aconseguir evadir la captura o la mort. En total, 130 membres de la companyia van ser abatuts i la majoria dels altres van ser capturats i empresonats o executats.
A Bòtev li van sobreviure la seva esposa, Veneta, la seva filla, Ivanka i el seu fillastre, Dimítar.

## Icona nacional
La imatge de Bòtev es va anar construint metòdicament com una icona revolucionària dels intel·lectuals i autors del Post-Alliberament del segle xix, especialment per Zahari Stoiànov i Ivan Vàzov. Els aspectes més controvertits de la seva biografia incloent la seva ideologia anarquista i socialista primerenca van ser deliberadament omesos per no ofendre les sensibilitats burgeses. Irònicament, la seva ideologia i associació amb els anarquistes russos van ajudar la propaganda comunista de la segona meitat del segle XX a descriure'l com el pioner del socialisme búlgar i, per tant, a perpetuar el seu culte. En conseqüència, igual que amb qualsevol figura pública sobreexposada amb controvèrsia sobre el seu passat, Bòtev s'ha convertit en nombroses ocasions en l'objectiu de "descobriments" sensacionalistes, predominantment en la premsa tabloide.

## Obres literàries
El 1875 Bòtev va publicar les seves obres poètiques en un llibre anomenat "Cançons i poemes", juntament amb un altre poeta revolucionari búlgar i futur polític i estadista, Stèfan Stambolov. La poesia de Bòtev reflectia els sentiments dels pobres, plens d'idees revolucionàries, que lluitaven per la seva llibertat contra els tirans, tant estrangers com domèstics. La seva poesia està influenciada pels demòcrates revolucionaris russos i les figures de la Comuna de París. Sota aquesta influència, Bòtev es va alçar tant com a poeta com també com a demòcrata revolucionari. Molts dels seus poemes estan imbuïts de zel i determinació revolucionàries, com "La meva pregària" (búlgar: Моята молитва Mòiata molitva), "Comiat" (búlgar: На прощаване Na proixtavane), "Haiduks (pare i fill)" (búlgar: Хайдути (Баща и син) Haiduti (baixta i sin)), "A la taverna" (búlgar: В механата V mehanata), o "Lluita" (búlgar: Борба Borbà). Altres són romàntics, balàdics ("Hadjí Dimítar" búlgar: Хаджи Димитър), fins i tot elegíacs. Potser el més gran dels seus poemes és "El penjament de Vassil Levski" (búlgar: Обесването на Васил Левски Obèsveneto na Vassil Levski).
Poemes:
| Títol original              | Transliteració                | Traducció                      | Primera edició |
| --------------------------- | ----------------------------- | ------------------------------ | -------------- |
| Майце си                    | Maitse si                     | A la meva mare                 | 1867           |
| Към брата си                | Kam brata si                  | Al meu germà                   | 1868           |
| Елегия                      | Elèguia                       | Elegia                         | 1870           |
| Делба                       | Delba                         | Divisió                        | 1870           |
| До моето първо либе         | Do mòeto parvo libe           | Al meu primer amor             | 1871           |
| На прощаване в 1868 г.      | Na proixtavane v 1868         | Comiat al 1868                 | 1871           |
| Хайдути                     | Haiduti                       | Haiduks                        | 1871           |
| Пристанала                  | Pristànala                    | Fugitiva                       | 1871           |
| Борба                       | Borbà                         | Lluita                         | 1871           |
| Странник                    | Strannik                      | Estrany                        | 1872           |
| Гергьовден                  | Guerguióvden                  | Dia de Sant Jordi              | 1873           |
| Патриот                     | Patriot                       | Patriota                       | 1873           |
| Защо не съм...?             | Zaixtò ne sam...?             | Per què no sóc ...?            | 1873           |
| Послание (на св. Търновски) | Poslànie (na sveti Tarnovski) | Epístola (al bisbe de Tàrnovo) | 1873           |
| Хаджи Димитър               | Hadjí Dimítar                 |                                | 1873           |
| В механата                  | V mehanata                    | A la taverna                   | 1873           |
| Моята молитва               | Mòiata molitva                | La meva pregària               | 1873           |
| Зададе се облак темен       | Zadade se oblak temen         | Un negre núvol s'apropa        | 1873           |
| Ней                         | Nei                           | A ella                         | 1875           |
| Обесването на Васил Левски  | Obèsvaneto na Vassil Levski   | El penjament de Vàssil Levski  | 1876           |

## Llegat
El 1885 es va fundar un comitè de commemoració a la data de la mort de Botev, l'1 de juny. Es va presentar un monument a la plaça principal de Vratsa el 1890 en presència de Ferran I de Bulgària. Alguns dels búlgars més destacats de la nova història del país, com Stèfan Stambolov i Zahari Stoiànov, van dedicar molta atenció a Botev i als seus fets envers Bulgària. Aviat, Botev es va convertir en una figura mítica del Renaixement Nacional de Bulgària, i fins i tot avui es commemora com un dels dos grans revolucionaris búlgars al costat de Vassil Levski. Una rèplica del vaixell de vapor del Danubi Radetzky, que va comandar quan el duia a Bulgària, va ser reconstruït utilitzant els diners recaptats per més d'1 milió d'estudiants el 1966 i ara es conserva com a vaixell museu.
Cada any, exactament a les 12:00 del 2 de juny, les sirenes d'atacs aeris ressonen, a tot el país, durant un minut per honrar Khristo Bòtev i els que van morir per la llibertat de Bulgària. La gent a tot arreu es queda dempeus durant 2 o 3 minuts fins que les sirenes callen.
Diversos indrets deuen el seu nom a Khristo Bòtev:
- Punt Botev i Pic Botev a l'Illa Livingston (arxipèlag de les Illes Shetland del Sud)
- El pic més alt d'Stara planinà
- La ciutat de Bòtevgrad
- Carrers i bulevards a la majoria de ciutats búlgares
- Carrers en algunes ciutats macedònies
- Carrers i bulevards a moltes ciutats de Romania
- Un nombre d'escoles i escoles secundàries
- Diversos clubs de futbol: POFK Bòtev Vratsa, PFK Bòtev Plòvdiv 1912, Bòtev Ihtiman, Bòtev Gàlabovo, Bòtev Kozlodui, Bòtev Boljàrovo, etc.
- Diversos estadis de futbol a Bulgària
- Un programa cultural a la Ràdio Nacional de Bulgària
- El Premi internacional Bòtev
- L'asteroide 225238 Hristobotev, que va ser descobert el 17 d'agost de 2009 per F. Fràtev - Societat d'observadors de les estrelles (búlgar: Звездно Общество Обсерватори).
- Una avinguda a Cracòvia, Polònia
- Un carrer de Sarajevo, Bòsnia i Hercegovina (reanomenat el 1995)
- Un carrer de Chișinău, República de Moldàvia
- Un carrer (Botevova) a Praga, República Txeca (en una urbanització on tots els carrers tenen el nom de llocs i persones búlgars)